# 133 (tal)
133 är det naturliga talet som följer 132 och som följs av 134.

## Inom vetenskapen
- 133 Cyrene, en asteroid

## Inom matematiken
- 133 är ett udda tal
- 133 är ett semiprimtal
- 133 är ett oktogontal